# Tatiana Rosxina
Tatiana Aleksandrovna Rosxina (en rus Татьяна Александровна Рощина; Moscou, 23 de juny de 1941) va ser una jugadora de voleibol soviètica que va competir entre 1959 i 1971.
El 1964 va prendre part en els Jocs Olímpics de Tòquio, on guanyà la medalla de plata en la competició de voleibol.
En el seu palmarès també destaquen dues medalles d'or al Campionat d'Europa, el 1963 i 1967.
A nivell de clubs jugà al CSKA de Moscou fins al 1971. Durant aquests anys guanyà sis vegades la lliga soviètica (1963, 1965-1967, 1969, 1974) i dues la Copa d'Europa de voleibol.